# Dagsnytt
Dagsnytt er navnet på den nyhedsudsendelse, der sendes hver time på NRKs radiokanaler P1 og P2 samt på P3 i aftentimerne. Med over 2 millioner daglige lyttere er Dagsnytt Norges suverænt største nyhedsmedie, og det norske søsterprogram til DRs Radioavisen. Redaktionen beskæftiger omkring 120 ansatte. Dagsnytt blev første gang sendt i 1934.
Indslagene leveres af Dagsnytts egne reportere, af NRKs faglige afdelinger (politisk, økonomi, udenrigs), af NRKs korrespondenter i udlandet og af NRKs tolv regionale distrikter.